# Atoluca
La Junta auxiliar de Atoluca se encuentra localizado en el norte del estado de Puebla, México. Su nombre oficial es el de Atoluca y el nombre de su cabecera municipal es Teziutlán.
Colinda al norte y al este con la junta auxiliar de San Juan Acateno, al este con San Juan Acateno, San Sebastián, Mexcalcuautla y al sur y al este con el municipio de Teziutlán.

## Clima
El clima de la junta auxiliar es muy similar al de Teziutlán, pero como este lugar se encuentra al norte de Teziutlán en muy caluroso porque se encuentra cerca de la tierra caliente.

## Orografía
La Junta Auxiliar se localiza en la porción oriental del declive del golfo, declive septentrional de la sierra norte hacia la llanura costera del Golfo de México, y se caracteriza por su Territorio de cultivo. La Junta Auxiliar presenta un relieve muy pequeño en general, mide más de 13 kilómetros. La segunda cruza la porción central y termina al sur de la localidad de San José Acateno; mide aproximadamente 6 km y culmina en cerros como el Tepalcachi y Acateno. Al extremo noreste la topografía es plana en tanto que al centro Oeste se levanta una extensa aunque irregular mesa. Por último al sureste y noroeste, se alzan numerosos cerros y lomas aisladas de baja altura. El municipio presenta una tendencia a declinar a partir del centro hacia el Oriente y hacia al Poniente, oscilando su altura entre 90 y 360 m s. n. m.

## Hidrografía
La Junta Auxiliar es recorrida por un río que se desvía hacia al sur que termina en San José Acateno.
```
Atoluca. Cyemm== Población ==o cuenta con una población de 8419 habitantes, de acuerdo al II conteo de Población y Vivienda, 
INEGI
, 2005.
```

## Economía
La economía de Atoluca se caracteriza principalmente por su fuerte industria textil, que ha sido un pilar fundamental en el desarrollo económico de la localidad. Este sector no solo proporciona empleo a una gran parte de la población, sino que también impulsa el comercio local y regional. Además de la industria textil, el comercio juega un papel importante, con una variedad de negocios que ofrecen productos y servicios a la comunidad. La combinación de estas actividades económicas contribuye al crecimiento y sostenibilidad de Atoluca, reflejando las características de una localidad con una economía diversificada y en constante evolución.

## Cultura
El principal monumento histórico de ATOLUCA es la iglesia de la Virgen del Rosario.

## Galería de imágenes
| Atoluca |
|         |